# John Hatfield
John Gatenby „Jack” Hatfield (ur. 15 sierpnia 1893 w Great Ayton, zm. 30 marca 1965 w Middlesbrough) – angielski pływak i waterpolista reprezentujący Wielką Brytanię, trzykrotny medalista igrzysk olimpijskich (1912).
Hatfield reprezentował Wielką Brytanię na igrzyskach olimpijskich czterokrotnie.
Podczas V Letnich Igrzysk Olimpijskich w 1912 roku rozgrywanych w Sztokholmie reprezentował kraj w trzech konkurencjach. Na 400 metrów stylem dowolnym dotarł do finału, w którym czasem 5:25,8 zdobył srebrny medal, będąc pokonany jedynie przez Kanadyjczyka George’a Hodgsona. W konkurencji 1500 metrów stylem dowolnym Hatfield wywalczył drugi tytuł wicemistrza olimpijskiego ponownie plasując się za Kanadyjczykiem. W sztafecie 4 × 200 metrów stylem dowolnym płynął na pierwszej zmianie i wraz z drużyną wywalczył brąz.
Osiem lat później, podczas igrzysk olimpijskich w Antwerpii, Hatfield startował na dystansach 400 i 1500 metrów stylem dowolnym. W obu konkurencjach odpadł w eliminacjach. W 1924 roku podczas igrzysk olimpijskich w Paryżu, Hatfield na dystansie 400 metrów kraulem był w finale piąty, zaś na 1500 metrów stylem dowolnym – czwarty.
Podczas IX Letnich Igrzysk Olimpijskich w Amsterdamie startował na igrzyskach po raz ostatni. Na 400 metrów stylem dowolnym Brytyjczyk dotarł do fazy półfinałowej. Wziął także udział w turnieju piłki wodnej, gdzie zajął z drużyną czwarte miejsce.
Hatfield wygrał podczas swojej dwudziestoletniej kariery 42 tytuły amatorskiego mistrza kraju. Po zakończeniu startów został biznesmenem i prezesem Middlesbrough Football Club.
W 1984 roku został wprowadzony do International Swimming Hall of Fame.